# Soif (film, 2004)
Pour plus de détails, voir Fiche technique et Distribution.
Soif (en arabe, عطش (ʕataš), Atash, en hébreu, צימאון (ṣīmaʔōn), Tzimaon), est un film israélo-palestinien de Tawfik Abu Wael sorti en 2004.

## Synopsis
Un couple palestinien vit dans une maison isolée avec ses deux filles et son fils depuis que la fille aînée a été violée. Les femmes, recluses, fabriquent du charbon de bois que le père vend en ville, tandis que le fils va à l’école. Quand le père capte l’eau d’une source voisine pour alimenter la maison, la violence contenue se déchaîne...

## Distribution
- Hussein Yassin Mahajne : Abu Shukri
- Amal Bweerat : Um Shukri
- Ruba Blal : Jamila
- Jamila Abu Hussein : Halima
- Ahamed Abed Elrani : Shukri

## Distinctions
- 2004 : Ophir du cinéma à Asaf Sudri (photo) pour la meilleure cinématographie
- 2004 : Prix FIPRESCI de la Semaine de la critique du Festival de Cannes 2004
- 2004 : Prix Wolgin du meilleur film de fiction israélien au Festival du film de Jérusalem, avec Mon trésor de Keren Yedaya
- 2004 : Prix spécial du jury de la Biennale des cinémas arabes à Paris[1]